# Тор Ланге
Ланге Тор Неве (дан. Thor Næve Lange; 9 квітня 1851, Копенгаген — 22 лютого 1915, Нападівка, Вінниччина (перепохований в Копенгагені)) — данський поет-перекладач, вчений-лінгвіст та дипломат.

## Біографія
Навчався в Копенгагенському університеті.
1874 року в данській столиці побачила світ книжка перекладів іноземної класики «Евтерпа», серед авторів якої був і Т. Ланге (переклади з 9 мов).
1875 — Т. Ланге на запрошення російського уряду прибуває до Москви викладати класичні мови в Лазаревському інституті східних мов.
1876 — виходить антологія Т. Ланге «З далеких країв», де вміщені твори російської, української, польської, сербської та інших слов'янських літератур. Доповнена антологія «Кілька народних пісень» видрукувана 1878 року.
1882 — вийшла книжка нарисів Т. Ланге «З Росії» (окремий нарис присвячений Києву та Дніпру). В одній з подорожей данець познайомився з Наталією Протопоповою, яка їхала на батьківщину в село Нападівку, що на Поділлі. У лютому 1883 — вона стала дружиною Т. Ланге.
1887 — Т. Ланге залишив викладацьку діяльність. Його призначили консулом Королівства Данії в Москві, яким він був до 1906 року.
1888 — Т. Ланге публікує переклад на данську мову «Слова про Ігорів похід», що нині вважається зразком класичного прочитання шедевру київськоруської літератури.
1890 — Т. Ланге дебютував в оригінальній художній прозі — видав книгу «Ескізи та фантазії».

## Життя пов'язане з Україною

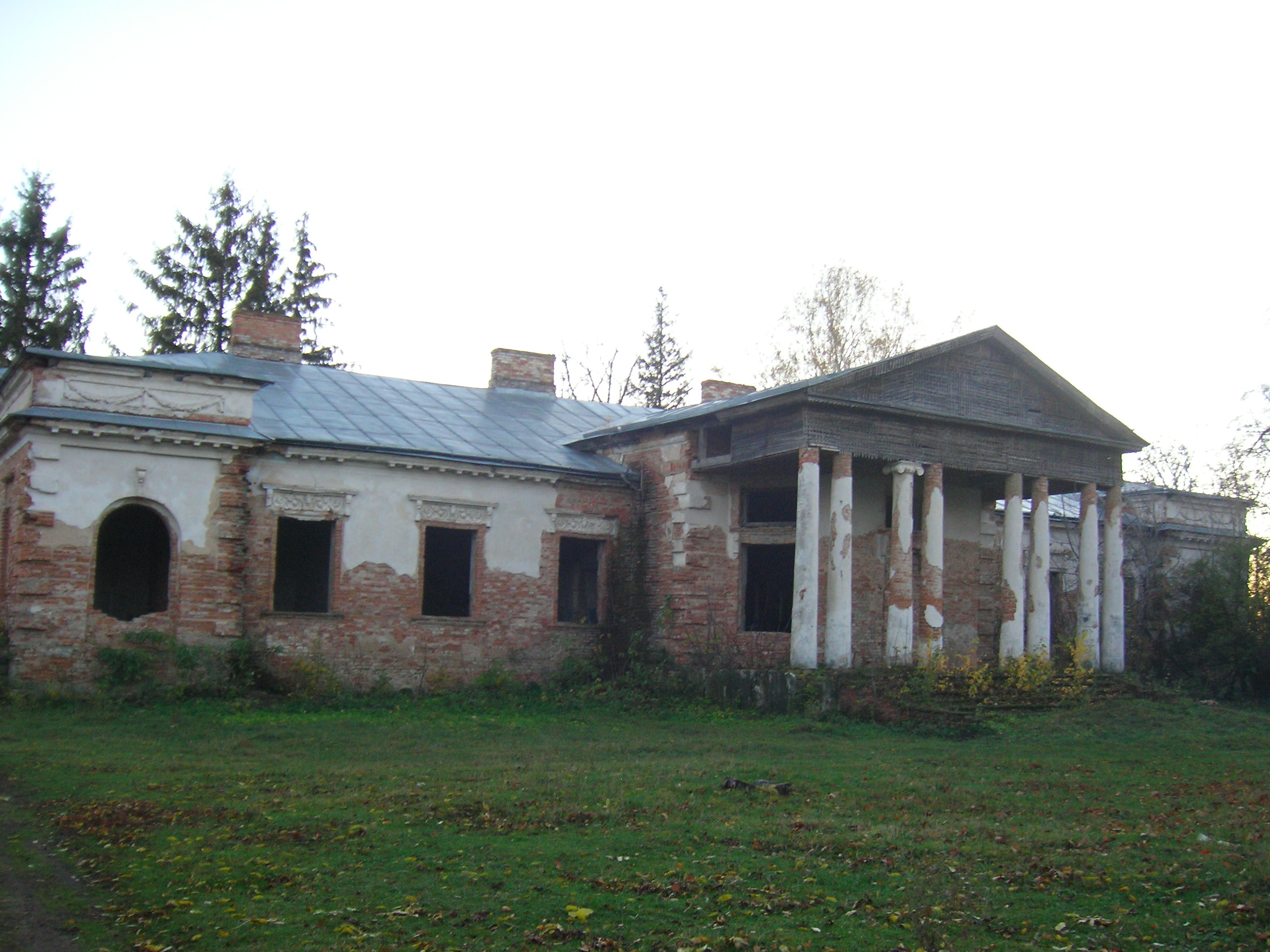
Палац у Нападівці (сучасний вигляд)

Вийшовши у відставку, Т. Ланге жив у Нападівці в садибі своєї дружини Наталії Протопопової, де займався крім літературної праці, агрономією, ботанікою (навіть вирощував у теплиці цитрусові та ананаси).
Особливе місце серед перекладів Т. Ланге посідає українська народна творчість. Данець переклав рідною мовою 46 українських пісень. 26 з них були покладені на музику данськими композиторами. А дві: «Ой зійди, зійди, ти зіронько та вечірняя» та «Ой не світи, місяченьку» стали данськими народними піснями.
Помер Тор Ланге 22 лютого 1915 в Нападівці і був похований у фамільному склепі Протопопових. Лише в 1920-их його прах родичі перевезли в Копенгаген. По смерті, його дружина оселилася в Копенгагені, де й померла 1938 року.

## Список творів і перекладів
- Euterpe. Oversǽttelser af digtervǽrker fra oldtiden og middelalderen efter grundtexterne ved Clarentius Gertz, Thor Lange, Sigurd Miiller, 1874
- Fra fremmede lande. Digte, oversatte og efterlignede. 1876
- Nogle folkeviser, oversǽtte og efterlignede. 1878
- Longfellow. Den Gyldne legende. 1880
- Fra Rusland. Skildringer og stemmninger. 1882
- Двенадцать стихотворений Катулла, Тибула и Проперция, избранных и снабжённых примечаниями Георгием Ланге. 1886
- Wesna. Skildringer og stemninger fra den russiske litteratur. 1886
- Краткая греческая антология из стихотворений Сапфо, Анакреона и Пиндара. 1887
- En maaned i Orienten. 1887
- Десять посланий Квинта Горация Флакка. 1888
- Kvadet om Igors fylke. 1888
- Skizzer og phantasier. 1890
- P. Gnoditsh. Brendede breve. 1891
- Svjatopolk. Folkevisescene efter et motiv at grev Golenishchtschev — Kutuzow. 1892
- Alexander Bashenow. Elskovsdrikken. Farcebagatel i en handling. 1893
- Sophokles. Antigone. 1893
- Grev Alexiej Tolstoj. 1894
- Gjennem farvet glas. Smaating paar vers. 1894
- Al.N. Shwarz. Praxiteles Hermes paa en Mont fra Anchialos // Kort Udsigt over d. philol. — histor. Samfunds virksomhed. 1891-94 (журн.)
- В Черногории. Путевой очерк Георгия Ланге. [1895]
- Sarniza. Stemninger fra slaviske og andre lande. 1896
- Nocturner. Folkeviser og andre vers. 1897
- Sophokles. Kong Odipus. 1897
- А. Д. Iёргенсен. Шлезвиг-Гольштинский вопрос. С датского перевёл Тор Ланге. 1897
- Nikolaj Teleshow. Børn. Miniaturroman. 1899
- Syv oder af Pindar. 1900
- Христиан Иёргенсен. Делос и древнейшая греческая скульптура. Приложения к циркулярам по Московскому учебному округу. Перевёл с датского Тор Ланге. 1902
- Fjerne melodier. Folkeviser og smaadigte. 1902
- Ǽldre grǽsk lyrik. 1903
- Sophokles. Ajas. 1903
- A.Ostrovskij. Paa herregaarden. 1904
- Strengespil. 1906
- I danske farver. 1907
- Ǽschyles. Sonofferet. 1911
- Euripides Ion. 1911
- Terentius: Pigen fra Andros. 1912
- Mangesteds fra. 1918
- Udvalgte digte. 1923
- Під небом Еллади. — Вінниця: Тезис, 2000. — 71 с. — (Б-ка журн. «Згар»)
- Біля берегів Криму//Пер. з данської В. Мельника. — Згар. — 2002. — № 2. — С. 57 — 65
- Степові сни//Пер. з данської О. Сенюк. — Згар. — 2002. — № 2. — С. 65 — 69